# ビリー・フレシェット
エヴェリン・フレシェット（Mary Evelyn Frechette, 1907-1969)は1930年代にギャングのジョン・デリンジャーの恋人として有名になった女性である。ニックネームは「ビリー」。

## 略歴

### 生い立ち
1905年9月15日、ウィスコンシン州メノミニー群ネオピットのメノミニーインディアン居留地で生まれた。父親はフランス人、母親はフランス人とアメリカ先住民のハーフ。父親は彼女が8歳のときに亡くなった。
居留地内のミッションスクールを経て、サウスダコタ州の先住民のための寄宿学校を卒業した。16歳でミルウォーキーの叔母の家に住みながら看護師をして実家へ仕送りをした。
18歳になると単身シカゴに移り住むが、理想的な仕事は見つからずウェイトレスやナイトクラブの受付をしていた。20歳のときに未婚のまま男児を出産するが3ヶ月で死んでしまい、悲嘆に暮れた彼女は息子に名付けた「ビリー」を自分のニックネームにすることにした。
この頃ウェルトン・スパークという恋人がいたが、スパークは友人のアーサー・チェリントンと3件の郵便局強盗を行い懲役15年の刑に処された。ビリーとスパークは刑務所に送られる直前に拘置所で結婚した。

### デリンジャーとの出会い
夫が刑務所に入って1年半が経ち、26歳になったビリーはナイトクラブやダンスホールに頻繁に遊びに行っていた。1933年11月、友人のパトリシア・チェリントン（アーサー・チェリントンの妻）の遊び友達のジョン・デリンジャーと付き合い始めた。
12月、ビリーはデリンジャーらと共にフロリダ州デイトナビーチにクリスマスのバカンスに出かけた。その翌月の1934年1月15日、デリンジャーギャングはイーストシカゴの銀行を襲いそのままアリゾナ州ツーソンに逃げるのだが、わずか10日以内に全員が逮捕されてしまう。ビリーは「アン・マーティン」と名乗ったため身元不明のまま釈放されるが、デリンジャーは強盗殺人の裁判を受けるためインディアナ州に移送された。夫のウェルトン・スパークとはこの頃に離婚が成立したと見られる。
3月3日、デリンジャーはインディアナ州のクラウンポイント拘置所を脱走しシカゴに住むビリーと再会した。

### リンカーンコート・アパートの銃撃戦
拘置所の脱走からわずか3日後、デリンジャーはサウスダコタ州スーフォールズの銀行を襲った。その後デリンジャーとビリーは仲間のエディ・グリーンが探しておいたミネソタ州セントポールのリンカーンコート・アパート303号室に、カール・ヘルマン夫妻という偽名を使って隠れた。しかし高級車に乗る身なりの良い若夫婦を不審に思った管理人が捜査局に相談し、捜査局はアパートの監視を始める。
ヘルマン夫妻に特に動きはなく、3月31日の朝、捜査官が303号室のドアをノックした。ビリーはドアの隙間から「服を着るから少し待って」と応え、デリンジャーに刑事が来たことを伝えた。
同じころ仲間のホーマー・ヴァン・メーターがアパートにやってきて、1階で待機する捜査官2名と出くわした。彼は「石鹸のセールスマンだ。見本を車に置き忘れた」と言って車に戻ろうとしたが、追いかけてきた捜査官と撃ち合いになった。捜査官が車のタイヤを撃ち抜いたため、ヴァン・メーターは通りかかったトラックに飛び乗って逃走した。もう1人の捜査官は近くのドラッグストアに駆け込みセントポール支局と警察に電話するが、回線が混雑しており繋がらなかった。
銃声を聞いたデリンジャーは3階の廊下に向けてトンプソンを発砲。捜査官も.38口径リボルバーを撃ち返し、1発がデリンジャーの大腿部を貫通した。捜査官が撃ち尽くした隙に2人は階段を下りて1933年型ハドソンエセックス・テラプレーンで走り去った。捜査官らに怪我はなかった。
その日の夜遅くミネアポリスに住む悪徳医師クレイトン・メイにより治療を受けた。5日間の療養のあとデリンジャーは実家があるインディアナ州ムーアズヴィルに向かい、4月5日、ビリーを父親に紹介した。

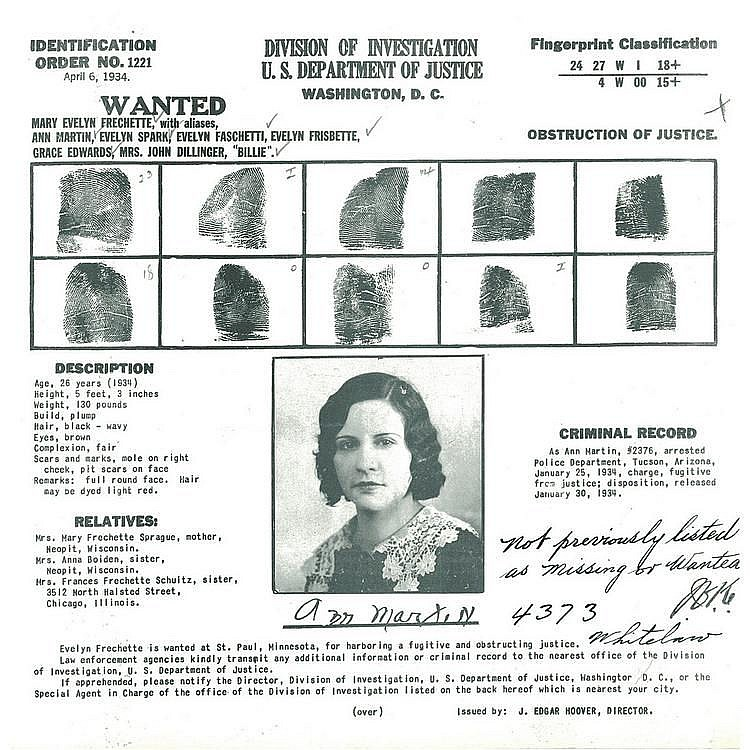
1934年の手配書

### 逮捕～裁判
4月9日、シカゴに戻る前にデリンジャーは隠れ家を手配して貰うため仲間のラリー・ストレングに電話を入れ、シカゴにあるオースティンステートというバーで会う約束をした。店から1ブロックほど離れたところに車を停め、安全か確認するためビリーが先に店に入ると捜査局が待ち伏せしていた。懸賞金欲しさにストレングが密告したのだった。
デリンジャーは車の中でビリーが連行されるのを見たが、複数の捜査官に囲まれていてはどうすることも出来ず、彼らはその後2度と会うことはなかった。
デリンジャーは顧問弁護士ルイス・ピケットを留置所に送り込んだ。彼女は「ハロルド・ライネッケ刑事に平手打ちされ、2日間トイレに行けず食事や睡眠もとらせてもらえなかった」とピケットに打ち明けると、それを聞いたデリンジャーはライネッケを殺そうと決意した。 が、ピケットに「警官殺しの弁護は出来ない」と諭され渋々諦めた。ところがピケットはギャング以外の弁護には関心がなく、ビリーの弁護には故郷メノミニーの製材所が雇っているジェローム・ホフマン弁護士が呼ばれた。デリンジャーを治療したメイ医師と看護師の裁判も同時に行われた。
指名手配犯をかくまった罪で懲役2年と1日および罰金1,000ドルの判決が言い渡され、ミシガン州ミランの連邦矯正施設に収容された。その2ヶ月後、デリンジャーがシカゴの映画館で捜査局に殺されたことを知った。

### 釈放後
釈放されたあと、“Crime Doesn't Pay” (犯罪は報われない）という舞台劇に参加し各地で公演した。メンバーの中にはデリンジャーの親族もいた。サウスカロライナ州で巡業しているとき、『あのデリンジャーの愛人、エヴェリン・フレシェットが登場！』と描かれたポスターが地元の団体職員の目に留まり報告した。捜査局のJ・エドガー・フーヴァー長官は犯罪者の名前を利用して商売する者に激怒し、本当にフレシェット本人なのか調査するよう部下に命じた。
劇団がワシントンD.C.を訪れた際、驚くことにビリーは新聞記者を通じて「フーヴァー長官がD.C.にいるなら会えないでしょうか」と尋ねている。これに対しフーヴァーは「これは売名行為だ。彼女に興味がある者など1人もいない」と一蹴した。
5年間の巡業を終えたあと、故郷のメノミニーに戻りウォーリー・ウィルソンと結婚したが死別し、1965年にウィスコンシン州ショーノーで理髪師のアーサー・ティック(1980-1990)と3度目の結婚をした。1969年1月13日、口腔癌のため61歳で亡くなった。ショーノーにあるウッドローン墓地でアーサー・ティックの隣に埋葬されている。
ビリーとデリンジャーはしばしばボニーとクライドと対比されるが、積極的に犯罪に関わったボニー・パーカーと違ってビリーは家庭の妻の役割を担っていた。犯罪の手助けをしたのは足を負傷したデリンジャーの代わりに運転したときぐらいで普段は料理や洗濯などに勤しんだ。後にビリーは「ジョンは紳士だった。私を1人の女性として扱い、私を気遣って宝石やペットや車を買ってくれた」と語っている。

## 登場する作品
- 「デリンジャー」”Dillinger”　演 - ミシェル・フィリップス(1973年の映画）
- 「デリンジャー」”Dillinger”　演 - シェリリン・フェン(1991年のテレビ映画)
- 「パブリック・エネミーズ」”Public Enemies"　演 - マリオン・コティヤール(2009年の映画）